# Esperimento carcerario di Stanford
L'esperimento della prigione di Stanford fu un controverso esperimento psicologico, divenuto famoso, volto a indagare il comportamento umano in una società in cui gli individui sono definiti soltanto dal gruppo di appartenenza.
L'esperimento prevedeva l'assegnazione per 15 giorni, ai volontari che accettarono di parteciparvi, dei ruoli di guardie e prigionieri all'interno di un carcere simulato. Fu condotto nel 1971 da un team di ricercatori diretto dal professor Philip Zimbardo della Università di Stanford sponsorizzato dalla Marina militare. I risultati ebbero dei risvolti così drammatici da indurre gli autori dello studio a sospendere la sperimentazione dopo soli sei giorni, su spinta della psicologa Christina Maslach fidanzata di Zimbardo. Anni dopo l'autore espresse pubblicamente le scuse ai volontari che si prestarono all'esperimento per le sofferenze psicologiche a cui vennero sottoposti, che non si aspettava. Tutti i partecipanti dichiararono, alla fine, che non si sarebbero mai più prestati ad un esperimento simile.

## L'esperimento
(P. Zimbardo , pag.352)

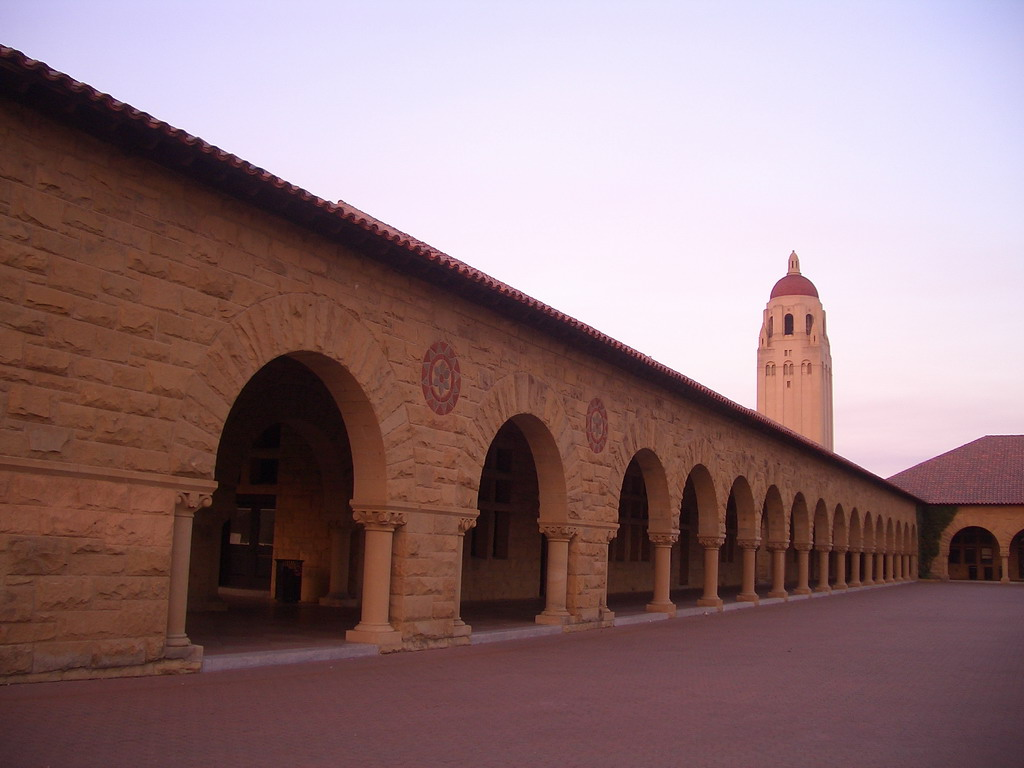
L'Università di Stanford, all'interno della quale è stato fedelmente riprodotto l'ambiente carcerario

Zimbardo riprese alcune idee dello studioso francese del comportamento sociale Gustave Le Bon; in particolare la teoria della deindividuazione, la quale sostiene che gli individui di un gruppo coeso tendono a perdere l'identità personale, la consapevolezza, il senso di responsabilità, alimentando la comparsa di impulsi antisociali. Tale processo fu analizzato da Zimbardo nel celebre esperimento, realizzato nell'estate del 1971 nel seminterrato dell'Istituto di psicologia dell'Università di Stanford, a Palo Alto, dove fu riprodotto in modo fedele l'ambiente di un carcere.
Fra i 75 studenti universitari che risposero a un annuncio apparso su un quotidiano che chiedeva volontari per una ricerca, gli sperimentatori ne scelsero 24, uomini, di ceto medio, fra i più equilibrati, maturi, e meno attratti da comportamenti devianti; furono poi assegnati casualmente al gruppo dei detenuti o a quello delle guardie. I prigionieri furono obbligati a indossare ampie divise sulle quali era applicato un numero, sia davanti che dietro, un berretto di plastica, e fu loro posta una catena a una caviglia; dovevano inoltre attenersi a una rigida serie di regole. Le guardie indossavano uniformi color kaki, occhiali da sole riflettenti che impedivano ai prigionieri di guardare loro negli occhi, erano dotate di manganello, fischietto e manette, e fu concessa loro ampia discrezionalità circa i metodi da adottare per mantenere l'ordine. Tale abbigliamento poneva entrambi i gruppi in una condizione di deindividuazione.

### Risultati
I risultati di questo esperimento sono andati molto al di là delle previsioni degli sperimentatori, dimostrandosi particolarmente drammatici. Dopo solo due giorni si verificarono i primi episodi di violenza: i detenuti si strapparono le divise di dosso, barricandosi all'interno delle celle ed inveendo contro le guardie. Queste ultime iniziarono a spaventarli ed umiliarli cercando di spezzare il legame di solidarietà che si era sviluppato fra essi. Le guardie costrinsero i prigionieri a cantare canzoni oscene, a defecare in secchi che non avevano il permesso di vuotare, a pulire le latrine a mani nude.
Le guardie e il direttore del carcere (lo stesso Zimbardo) erano ossessionate a contrastare un supposto tentativo di evasione di massa da parte dei detenuti. Al quinto giorno i prigionieri mostrarono sintomi evidenti di disgregazione individuale e collettiva: il loro comportamento era docile e passivo, il loro rapporto con la realtà appariva compromesso da seri disturbi emotivi, mentre per contro le guardie continuavano a comportarsi in modo vessatorio e sadico. A questo punto i ricercatori interruppero l'esperimento, suscitando da un lato la soddisfazione dei carcerati e dall'altro un certo disappunto da parte delle guardie.

## Conclusioni
Secondo l'opinione di Philip Zimbardo, la prigione finta, nell'esperienza psicologica vissuta dai soggetti di entrambi i gruppi, era diventata una prigione vera. 

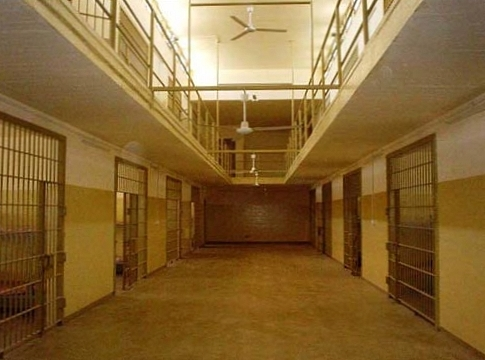
La Prigione di Abu Ghraib in cui si sono compiute le torture ai prigionieri iracheni da parte di soldati americani

 Assumere una funzione di controllo sugli altri nell'ambito di una istituzione come quella del carcere, assumere cioè un ruolo istituzionale, induce ad assumere le norme e le regole dell'istituzione come unico valore a cui il comportamento deve adeguarsi, induce cioè quella "ridefinizione della situazione" utilizzata anche da Stanley Milgram per spiegare le conseguenze dello stato eteronomico (assenza di autonomia comportamentale) sul funzionamento psicologico delle persone. Il processo di deindividuazione induce una perdita di responsabilità personale, ovvero la ridotta considerazione delle conseguenze delle proprie azioni, indebolisce i controlli basati sul senso di colpa, la vergogna, la paura, così come quelli che inibiscono l'espressione di comportamenti distruttivi. La deindividuazione implica perciò una diminuita consapevolezza di sé, e un'aumentata identificazione e sensitività agli scopi e alle azioni intraprese dal gruppo: l'individuo pensa, in altri termini, che le proprie azioni facciano parte di quelle compiute dal gruppo.
L'importanza e l'attualità degli studi di Zimbardo e di altri ricercatori, sarebbe esemplificata dal successivo scandalo riguardante le torture cui furono sottoposti i prigionieri iracheni nella Prigione di Abu Ghraib, ad opera di militari statunitensi, durante l'occupazione militare dell'Iraq, iniziata nel 2003. Le immagini diffuse dai media, che ritraggono le sevizie e le umiliazioni subite dai prigionieri, risultano drammaticamente simili a quelle prodotte durante l'esperimento dell'Università di Stanford.
Uno studio chiamato Standard Custodial, con un rigoroso protocollo sperimentale, è stato fatto in Australia nell'università di New South Whales, giungendo alla stessa conclusione .
In Illinois 29 dipendenti dello Elgin State Hospital, prendendo ispirazione al modello Stanford, si sono fatti chiudere in un reparto psichiatrico per tre giorni come pazienti, i finti pazienti in breve tempo hanno cominciato a comportarsi come quelli veri: sei hanno cercato di evadere, due si sono chiusi in se stessi e uno stava avendo un crollo nervoso. La consapevolezza acquisita in questa esperienza ha portato alla creazione di un'associazione collaborativa di personale e ex pazienti e attuali ricoverati per migliorare i rapporti e i trattamenti.
La Marina Militare usò i risultati dell'esperimento prima per l'addestramento della resistenza dei soldati nell'evenienza di restare prigionieri,  e successivamente usata per addestrare gli addetti agli interrogatori, per torturare i prigionieri per estorcere informazioni (ad esempio nel carcere di Guantanamo).

### L'effetto Lucifero
Le tesi conclusive di questo esperimento vengono analizzate da Zimbardo in vari articoli poi confluiti in un suo successivo saggio del 2007 (in Italia, pubblicato nel 2008) intitolato L'effetto Lucifero. Cattivi si diventa?.
Effetto Lucifero è il termine utilizzato da Zimbardo, che utilizza l'immagine dell'angelo di luce trasformatosi in re dei demoni, per indicare la possibilità per cui tutti possiamo trasformarci radicalmente a seconda del contesto in cui ci si trova. Lo studioso in seguito all'esperimento carcerario di Stanford, dimostra l'importanza dell'ambiente nel determinare le condotte individuali, ridefinendo la loro importanza, fino a quel momento sottovalutata nella letteratura sull'aggressività. In precedenza infatti veniva attribuita quasi esclusivamente a fattori interni all'individuo.
Il saggio di 733 pagine, per metà del volume tratta dettagliatamente l'esperimento, dedicando un capitolo per la descrizione di ogni giornata trascorsa. Nei seguenti capitoli indaga le dinamiche sociali attinenti alla sfera del potere: conformismo, obbedienza, deindividualizzazione, deumanizzazione e il male dell'inerzia. Il capitolo 14 indaga lo scandalo del carcere di Abu Graib, di cui ha avuto una parte come consulente nel relativo successivo processo, evidenziando poi nel capitolo 15 le prerogative sistemiche e le complicità degli organi superiori. Il capitolo conclusivo propone degli spunti pratici per resistere alle influenze situazionali, portando esempi virtuosi con un'analisi dell'eroismo.

## Critiche all'esperimento
A seguito della pubblicazione delle conclusioni di Zimbardo sul New York Times Magazine, l'esperimento fu contestato da molti studiosi che ne criticavano le imprecisioni e la conduzione, oltre al fatto che non fosse stato presentato ad una rivista scientifica per l'analisi di altri psicologi sociali, prima di darlo in pasto alla stampa. Arrivarono, quindi, a definirlo una semplice performance artistica.. I critici fanno notare che Zimbardo ha istruito le guardie ad esercitare un controllo psicologico sui prigionieri e che i partecipanti si sono comportati in modo tale da aiutare lo studio cosicché, come affermò una "guardia" nel 2011, i ricercatori avessero qualcosa su cui lavorare.
Un'altra critica mossa all'esperimento concerne il campione usato, fortemente suscettibile ad un effetto di selezione e troppo piccolo e omogeneo: i 24 partecipanti erano studenti uomini statunitensi, principalmente bianchi e appartenenti al ceto medio, selezionati dai ricercatori in base alle risposte ad un questionario.
Nel 2001 due studiosi di psicologia britannici, il professor Alex Haslam dell’Università di Exeter e il professor Steve Reicher dell’Università di St. Andrews, provarono a replicare l'esperimento per la BBC: durò nove giorni, due meno del previsto, ed ottennero risultati differenti rispetto a quello di Zimbardo nel senso che furono i carcerati a vessare i carcerieri, concludendo che le condizioni per la nascita di una tirannia implicano, in primo luogo, la formazione autonoma di un gruppo con una leadership ben definita e, in secondo luogo, che lo stesso gruppo definisca un progetto autoritario con cui risolvere i problemi concreti. Zimbardo difese la sua posizione sostenendo che gli psicologi britannici nel reality non avessero replicato accuratamente il suo esperimento.
Inoltre, sia il libro Histoire d’un mensonge: enquête sur l’expérience de Stanford (in italiano: “Storia di una menzogna: inchiesta sull’esperimento di Stanford”) del ricercatore francese Thibault Le Texier che l'articolo The Lifespan of a Lie (in italiano: "La durata di una bugia") del giornalista statunitense Ben Blum sostengono che Zimbardo abbia volontariamente modificato le variabili dell'esperimento, ad esempio istruendo con il suo staff le guardie carcerarie, e che quindi abbia mentito per anni sulle modalità di realizzazione dell’esperimento stesso.
Blum raccolse anche le testimonianze di alcuni partecipanti all'esperimento, tra cui quelle degli ex-studenti Douglas Korpi e Richard Yacco, che gli confessarono di aver deliberatamente mentito o forzato i propri comportamenti, come nel caso della presunta crisi nervosa di Korpi (in realtà finta e motivata dal fatto che volesse uscire dall'esperimento prima del termine, per prepararsi a un altro esame universitario). Nel 2011 la testimonianza di Dave Eshelman, uno degli studenti che interpretavano il ruolo della guardia carceraria, fu molto chiara riguardo al comportamento tenuto:
Zimbardo sostenne, a quel punto, che fossero gli ex-studenti ad aver mentito al giornalista e che avrebbero potuto, per contratto, uscire quando volevano dalla finta prigione pronunciando la frase "Lascio l'esperimento". Anche in questo caso, però, quanto sostenuto da Zimbardo non corrisponde al vero, dal momento che tale frase non è riportata sul contratto stipulato previamente all'inizio dell'esperimento.
David Jeffe, uno degli studenti che facevano parte dello staff di Zimbardo e che lo aiutarono nella realizzazione dell'esperimento (impersonava il direttore del carcere), scrisse in seguito in una relazione di aver esplicitamente corretto il comportamento di alcuni secondini, che non si comportavano in modo abbastanza duro. Ciò, di fatto, aveva reso il loro comportamento non spontaneo e quindi inutile ai fini dell'esperimento.

## Opere ispirate
All'esperimento sono ispirate le seguenti opere:

### Cinema
- L'esperimento, film di Dante Guardamagna del 1971
- La gabbia, miniserie TV di Carlo Tuzii del 1977
- The Experiment - Cercasi cavie umane, film di Oliver Hirschbiegel del 2001
- The Experiment, film di Paul Scheuring del 2010 (remake della pellicola di Hirschbiegel)
- Effetto Lucifero (The Stanford Prison Experiment), film di Kyle Patrick Alvarez (2015)

### Teatro
- Effetto Lucifero, pièce teatrale a cura della compagnia Oyes, drammaturgia di Dario Merlini (2010)

### Letteratura
- Black Box, libro di Mario Giordano
- Prigioni della mente. Relazioni di oppressione e resistenza, libro di Adriano Zamperini (Einaudi, 2004 ISBN 978-88-06-16589-5)
- Siamo uomini e caporali. Psicologia della dis-obbedienza. Libro di Salvatore Cianciabella (prefazione di Philip Zimbardo, nota introduttiva di Liliana De Curtis), Franco Angeli, 2014. ISBN 978-88-204-9248-9. Sito: www.siamouominiecaporali.it Archiviato il 12 agosto 2013 in Internet Archive.

### Musica
- Forever Jung, canzone del settimo album di Caparezza dal titolo Prisoner 709, trae esempio dall'esperimento, che ne è il fil rouge.[18]